# 마이크로소프트 아웃룩
마이크로소프트 아웃룩(Microsoft Outlook)은 마이크로소프트사에서 개발한 개인 정보 관리자 응용 프로그램이다. 마이크로소프트 오피스의 구성 요소이다.
전자우편 클라이언트 기능을 기본적으로 지원하며, 달력, 일정 및 연락처 관리, 메모, 업무 일지 기능을 포함한다.
단독으로도 실행할 수 있고, 조직 내의 다중 사용자를 위한 공유 우편함, 달력과 공용 폴더 및 회의 시간 배치 등의 향상된 기능을 위해서 마이크로소프트 익스체인지 서버와 연결해서도 사용할 수 있다.

## 기본 확장자
- msg, .pst (아웃룩 97-2013)[5]

## 버전 정보
마이크로소프트 윈도우용:
- 아웃룩 97.
- 아웃룩 98.
- 아웃룩 2000 (아웃룩 버전 9).
- 아웃룩 2002 (아웃룩 버전 10 또는 아웃룩 XP).
- 오피스 아웃룩 2003 (아웃룩 버전 11).
- 오피스 아웃룩 2007 (아웃룩 버전 12).
- 오피스 아웃룩 2010 (아웃룩 버전 14).
- 오피스 아웃룩 2013 (아웃룩 버전 15).

아웃룩 98과 아웃룩 2000은 두 가지 설정으로 설치될 수 있다.
- 인터넷 메일 전용 또는 IMO 모드: POP3와 IMAP 계정을 중요시하며 팩스를 포함하는 가벼운 응용 프로그램 모드

- 기업 워크그룹 또는 CW 모드: 마이크로소프트 익스체인지 계정을 중요시하는 완전한 MAPI 클라이언트.

마이크로소프트는 애플 매킨토시용 아웃룩도 출시하였지만, 오피스 98 이후로 대부분의 전자 우편 기능이 제거되었다. 오피스 98 이후로, 앙투라지가 아웃룩을 대체하였는데, 2001년에는 익스체인지 서버 접속을 위한 매킨토시용 아웃룩 2001을 발표하기도 하였다. 지난 몇 년간 마이크로소포트는 Mac OS X와 호환되는 익스체인지 클라이언트를 만들기 위해 앙투라지의 기능을 지속적으로 향상시켜왔지만 아웃룩이 제공하는 모든 기능에는 미치지 못하고 있다.
아웃룩 익스프레스는 전자 우편, 뉴스그룹, 연락처 관리 응용 프로그램으로, 마이크로소프트가 인터넷 익스플로러와 더불어 무료로 제공하는 프로그램이다. 아웃룩과는 이름 외에는 비슷한 점이 별로 없으며, 윈도우 비스타에서는 윈도우 메일(Windows Mail)로 대체되었다.

## 보안 문제
마이크로소프트의 목표 중 하나는 전자우편 클라이언트가 쉽게 사용되도록 해야 하는 것이다. 하지만, 첨부된 자동화와 보안 기능의 부적은 전자 우편 바이러스나 해커들의 먹이가 되곤 했다. 대개 이들은 전자 우편 첨부물의 형태를 가지고 있으며 그 자신을 사용자의 주소록에 있는 사람들에게 보낸다. 멜리사 웜, Sobig 같은 웜 바이러스가 여기에 해당한다. 아웃룩의 HTML 전자우편 기능을 사용하는 다른 프로그램들도 그러한 종류의 공격에 해당할 수 있다.
유명한 유닉스 프로그래머 빌 조이는 아웃룩의 대부분이 C로 쓰여 있기 때문에 쉽게 분석할 수 있다고 하였다. 또한 아웃룩이 많이 쓰이기 때문에 스팸 메일들의 표적이 되기 쉽다고 했다. 많은 IT 전문가들이 그의 시각에 동의한다.
마이크로소프트의 보안 컴퓨팅 전략으로 아웃룩 2003 이후 버전에서 보안 취약점을 고치려는 시도가 있었다. 아웃룩 2003은 HTML 전자 우편의 그림을 자동으로 읽어 오지 않으며 스팸 필터를 내장하고 있다. 서비스 팩 2에서 많은 기능이 향상되었다. 또한 기반 코드의 보안성도 향상되었다.
2005년 7월, 최근 릴리즈는 많은 사용자들이 사용하고 있다. 새로운 웜 바이러스의 증식 속도는 줄어들고 있고, 많은 보안 업데이트 때문에 기존의 버그는 많이 고쳐졌다.

## 아웃룩 2007
다음의 기능을 지원하는 아웃룩 2007이 2006년 말에 출시되었다.
- 받은 편지함 화면에 추가된 할 일 표시줄(To-Do bar)로 사용자의 달력과 업무 목록의 일부를 보여 준다.
- 향상된 달력 화면은 주간 화면의 매 날짜 아래에 당일 마감되는 업무를 보여 준다.
- 내장된 RSS 수집기
- '빠른 검색' 기능
- 마이크로소프트 오피스 셰어포인트 포탈 서버와의 통합
- 프로그래밍 기능

## 같이 보기
- 아웃룩 익스프레스
- 윈도우 일정
- 아웃룩닷컴